# Nomeansno
Nomeansno (còn được viết là NoMeansNo và No Means No) là một ban nhạc rock Canada thành lập ở Victoria, British Columbia, sau đó chuyển sang Vancouver. Họ đã phát hành 11 album, gồm cả một album hợp tác với Jello Biafra, cũng như nhiều EP và đĩa đơn. Nhà phê bình Martin Popoff mô tả âm nhạc của họ là "sự pha trộn mạnh mẽ nhất giữa tính mãnh liệt đầy căm ghét của punk và sự kĩ thuật của heavy metal." Thứ punk riêng biệt, phần nhạc cụ phức tạp, cùng phần lời đen tối, "thông tuệ táo tợn" của Nomeansno đã ảnh hưởng lên nhiều nghệ sĩ về sau. Họ thường được coi là đã giúp xây dựng nền tảng cho phong trào punk jazz và post-hardcore, và cũng là nguồn ảnh hưởng lên math rock và emo.
Thành lập năm 1979 bởi hai anh em Rob và John Wright, ban nhạc khởi đầu như một nhóm punk hai người chịu ảnh hưởng jazz và progressive rock. Họ tự phát hành album đầu tay Mama LP năm 1982. Tay guitar Andy Kerr vào nhóm một năm sau đó, ban nhạc cũng kí hợp đồng với Alternative Tentacles. Kerr rời ban năm 1992 sau khi thực hiện năm album, với đó, ban nhạc trở về đôi hình hai người trong Why Do They Call Me Mr. Happy?.
Tay guitar Tom Holliston, và tay trống Ken Kempster, gia nhập năm 1993, và Nomeansno tiếp tục lưu diễn, thu âm và quản lý hãng đĩa Wrong Records của họ. Sau ba album nữa, họ rời Alternative Tentacles và phát hành album cuối, All Roads Lead to Ausfahrt (2006).

## Đĩa nhạc

### Album phòng thu
- Mama (1982)
- Sex Mad (1986)
- Small Parts Isolated and Destroyed (1988)
- Wrong (1989)
- 0 + 2 = 1 (1991)
- Why Do They Call Me Mr. Happy? (1993)
- The Worldhood of the World (As Such) (1995)
- Dance of the Headless Bourgeoisie (1998)
- One (2000)
- All Roads Lead to Ausfahrt (2006)

### Album hợp tác
- The Sky Is Falling and I Want My Mommy (với Jello Biafra) (1991)

### Album trực tiếp
- Live + Cuddly (1991)

### EP
- Betrayal, Fear, Anger, Hatred (1981)
- You Kill Me (1985)
- The Day Everything Became Nothing (1988)
- The Power of Positive Thinking (1990)
- Would We Be Alive? (1996)
- In the Fishtank 1 (1996)
- Generic Shame (2001)
- Tour EP 1 (2010)
- Tour EP 2 (2010)